# Xarxa Cometa
La Xarxa Cometa va ser una xarxa de resistents belgues durant la Segona Guerra Mundial. Van aidar un petit miler de persones, principalment membres de la forces armades dels Aliats a evadir-se dels territoris ocupats per l'Alemanya nazi. Van organitzar la línia d'evasió Brussel·les-París-País Basc-Gibraltar-Londres.
Andrée de Jongh «Dédée» (1916-2007), una dona belga que aleshores tenia 24 anys, va ser la primera líder de la Xarxa Cometa. Va ser empresonada pels alemanys el 1943, però va sobreviure a la guerra. Els líders posteriors també van ser empresonats, executats o assassinats en el curs del seu treball d'exfiltració d'aviadors via Espanya cap al Regne Unit. Entre el 65 i el 70% dels ajudants de la xarxa eren dones joves, sovint encara adolescents.